# Lühmannsdorf

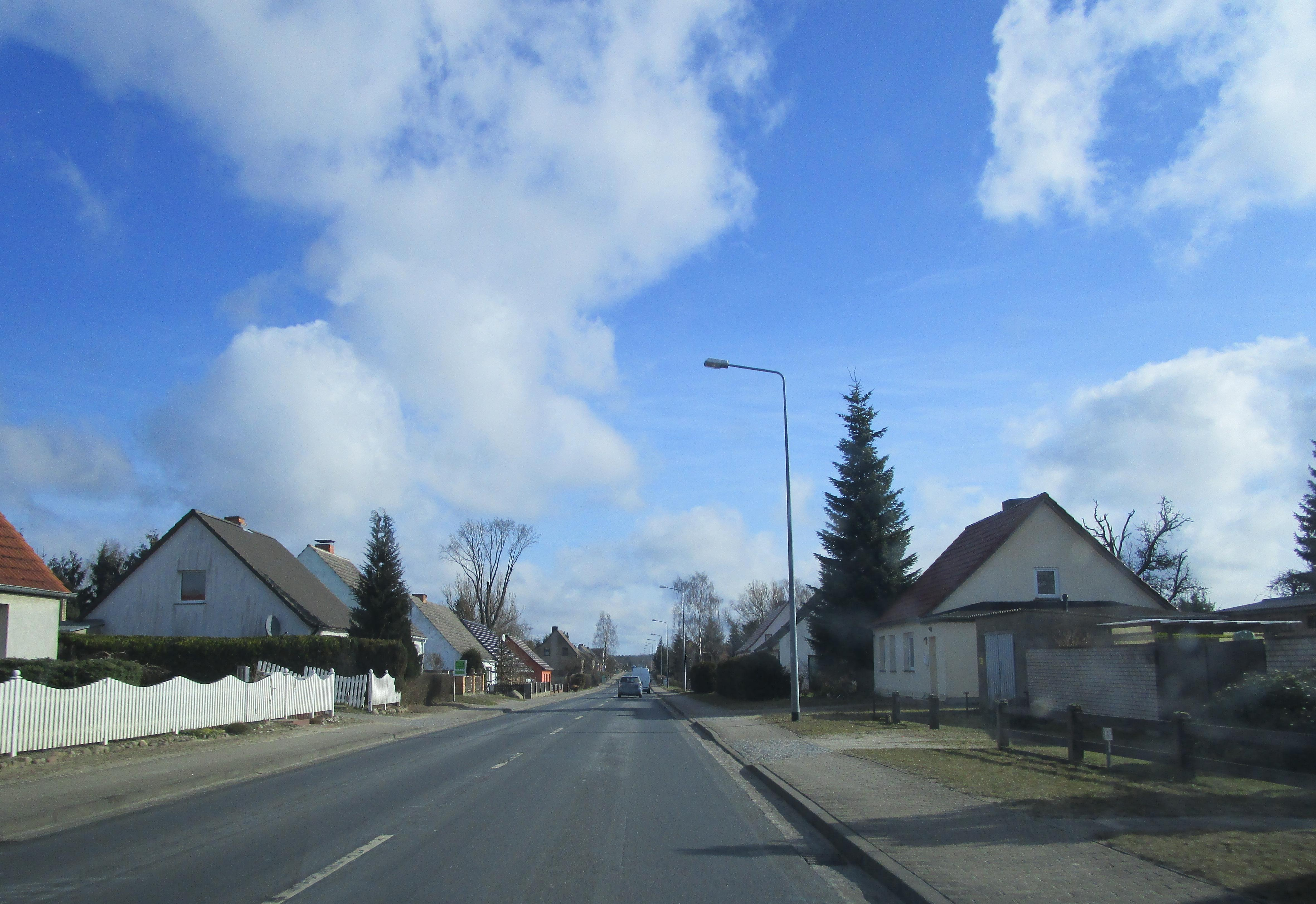
Straßendorf – Lühmannsdorf

Lühmannsdorf ist ein Ortsteil der Gemeinde Karlsburg im Amt Züssow, Landkreis Vorpommern-Greifswald in Mecklenburg-Vorpommern.

## Geografie
Lühmannsdorf liegt 22 km nördlich von Anklam, 10,5 Kilometer südwestlich von Wolgast, 20 Kilometer südöstlich der Kreisstadt Greifswald, 7 Kilometer östlich des Amtssitzes Züssow und 17,5 Kilometer östlich der Stadt Gützkow. Nördlich und östlich liegen die großen Waldgebiete entlang der Ortsgrenze. Nennenswerte Fließ- und Stillgewässer sind außer wenigen Söllen und Gräben nicht vorhanden.
Der höchste Punkt in des Ortes liegt westlich von Brüssow an der Grenze nach Moeckow-Berg mit 54 Metern über NHN, wobei das sonstige leicht wellige Gelände zwischen 30 und 40 Meter über NHN liegt.
Zu Lühmannsdorf gehören die Orte Brüssow, Giesekenhagen und Jagdkrug sowie der Wohnplatz Kolonie Brüssow.

## Geschichte

### Lühmannsdorf
Lühmannsdorf wurde erst 1827 urkundlich erwähnt, bzw. gegründet. Angelegt wurde es vom Gutsherren Friedrich von Lühmann, der dem Ort auch seinen Namen gab. Es wurde als typisches und gleichmäßiges Straßendorf angelegt.
Friedrich von Lühmann hatte vom Gut Brüssow Ländereien gekauft und dort eine Kolonie angelegt, auch hier beim jetzigen Lühmannsdorf wollte er Büdner und Handwerker ansiedeln. Den neuen Ort wollte er Neu-Brüssow nennen, das lehnte die Regierung wegen Namensdoppelungen ab, er brachte dann seinen eigenen Namen in Vorschlag, der dann mit Lühmannsdorf 1828 genehmigt wurde. Bei der Ansiedlung bestand das Dorf aus 25 Büdnerstellen. Ungewöhnlich groß ist die Anzahl der angesiedelten Handwerker, es waren 79. Holzschlägerei in den Forsten und Holzverarbeitung waren ein Haupterwerb. 1841 eröffnete die erste Bau- und Möbeltischlerei, 1850 ein Sägewerk. Das 2014 genehmigte Wappen der Gemeinde dokumentiert die Besonderheit mit der Forstwirtschaft, sowie der breit gefächerten Handwerkerschaft. 1865 hatte Lühmannsdorf bereits 573 Einwohner in 139 Familien. Der Ort hatte an Bauten: 2 Schulen, 63 Wohn- und 65 Wirtschaftsgebäude, sowie 2 Fabriken (Sägewerke im späteren Jagdkrug). Der Aufschwung führte dazu, dass die 1850 eingerichtete Schule mit einer Klasse bereits 1880 auf drei Klassen erweitert wurde. Um 1900 sind rund 700 Einwohner in dem Ort gemeldet. Die ehemalige Kolonie Brüssow wurde als südöstliche Randlage dem Ort Lühmannsdorf zugeschlagen. 1912 erhielt Lühmannsdorf den Anschluss an die Elektrizität. Im Jahr 1918 brannte das Sägewerk komplett nieder. Zwei Jahre später gründete sich eine Bauarbeiter-Genossenschaft, 1922 die Freiwillige Feuerwehr. Weitere zwei Jahre später wurde ein neues Dampfsägewerk unter Beteiligung der Genossenschaft errichtet. 1932 verließen die Genossen jedoch den Betrieb. Landwirtschaft und Handwerk florieren weiterhin: 1925 sind zwei Schmiede, ein Stellmacher, ein Müller, ein Sattler und ein Fleischbeschauer überliefert. Dazu kommen 25 Maurer, acht Zimmerer, ein Dachdecker, 15 Tischler, 25 Bauarbeiter, ein Bildhauer und ein Steinschläger. Im verarbeitenden Gewerbe sind zwei Schneider und vier Schuhmacher tätig. Sie werden von drei Bäckern und Konditoren, fünf Fleischern, zwei Gastwirten sowie acht Händlern und zwei Kaufleuten versorgt. Am 26. August 1926 feiern die Lühmannsdorfer den 100. Geburtstag der Gemeinde. Im Jahr 1933 lebten insgesamt 688 Einwohner auf 120 Grundstücken. Drei Bauern bestellten 100 Morgen, weitere sieben Bauern eine Fläche zwischen 30 und 40 Morgen. Neben 50 Bauhandwerkern arbeiten drei Tischler, zwei Schuhmacher, zwei Schmiede, drei Fleischer, ein Sattler, ein Stellmacher, ein Schneider sowie ein Bäcker im Ort. Sie besuchen vier Gaststätten, vier Kolonialwarengeschäfte, zwei Mechaniker- und Fahrradwerkstätten, zwei Tankstellen und eine Gärtnerei. Nach dem Ende des Zweiten Weltkrieges wurde im August 1945 das Dampfsägewerk wieder in Betrieb genommen. Neben einem weiteren Sägewerk sowie einem Baubetrieb waren dies die wesentlichen Gewerke im Ort. 1950 eröffnete eine achtklassige Polytechnische Oberschule. In diesem Jahr wurde auch eine Arztpraxis errichtet und eröffnet. 1954 entstand ein Örtlicher Landwirtschaftsbetrieb, der ein Jahr später durch eine Landwirtschaftliche Produktionsgenossenschaft vom Typ III „Freie Scholle“ abgelöst wurde. 50 Mitglieder bewirtschafteten 399 Hektar mit 139 Rindern, 285 Schweinen, 68 Schafen und 250 Legehennen. Im Jahr 1959 kam eine LPG Typ I „Frisch voran“ hinzu. Das Vereinsleben gewinnt in den 1960er Jahren durch die Gründung des Schalmeienorchesters der Freiwilligen Feuerwehr (1960), der Ortsgruppe der Volkssolidarität (um 1960) sowie der Gründung einer Sportgemeinschaft „Fortschritt“ im Jahr 1961. 1964 wurde ein Stützpunkt für Forsttechnik eingerichtet. Im Jahr 1970 schließen sich die LPGs in Lühmannsdorf und Wrangelsburg zusammen. Die Pflanzenproduktion wurde 1973 mit der Gründung einer Kooperativen Abteilung Pflanzenproduktion weiter forciert, während die Tierproduktion bei den LPGs verblieb. 1975 errichtete die Gemeinde eine Mehrzweckhalle, die als Sitz des Rates mit Versammlungsraum, aber auch als Friseursalon, Gemeindebibliothek und Agentur der Kreissparkasse diente. Zwei Jahre schloss sich Lühmannsdorf dem Gemeindeverband Züssow an. Am 25. Juni des Jahres wurde ein Konsum eröffnet. 1978 lebten und arbeiteten in der Gemeinde 752 Einwohner. Das Handwerk ist nach wie vor vertreten. In den 1990er Jahren kamen ein Malerbetrieb sowie ein Großhandel für Drogerieartikel hinzu. Ebenso eröffneten eine Bauklempnerei, eine Gebäudereinigungsfirma sowie ein Imbiss. 1992 gründete sich der Landfrauenverein.
Lühmannsdorf hatte am 31. Dezember 2014 593 Einwohner mit Hauptwohnung und 31 mit Nebenwohnung., am 31. Dezember 2015 586 Einwohner mit Hauptwohnung und 29 mit Nebenwohnung.
Mit Wirkung zum 26. Mai 2019 ging die Gemeinde in der neugebildeten Gemeinde Karlsburg auf. Letzte Bürgermeisterin war Esther Hall.

### Jagdkrug

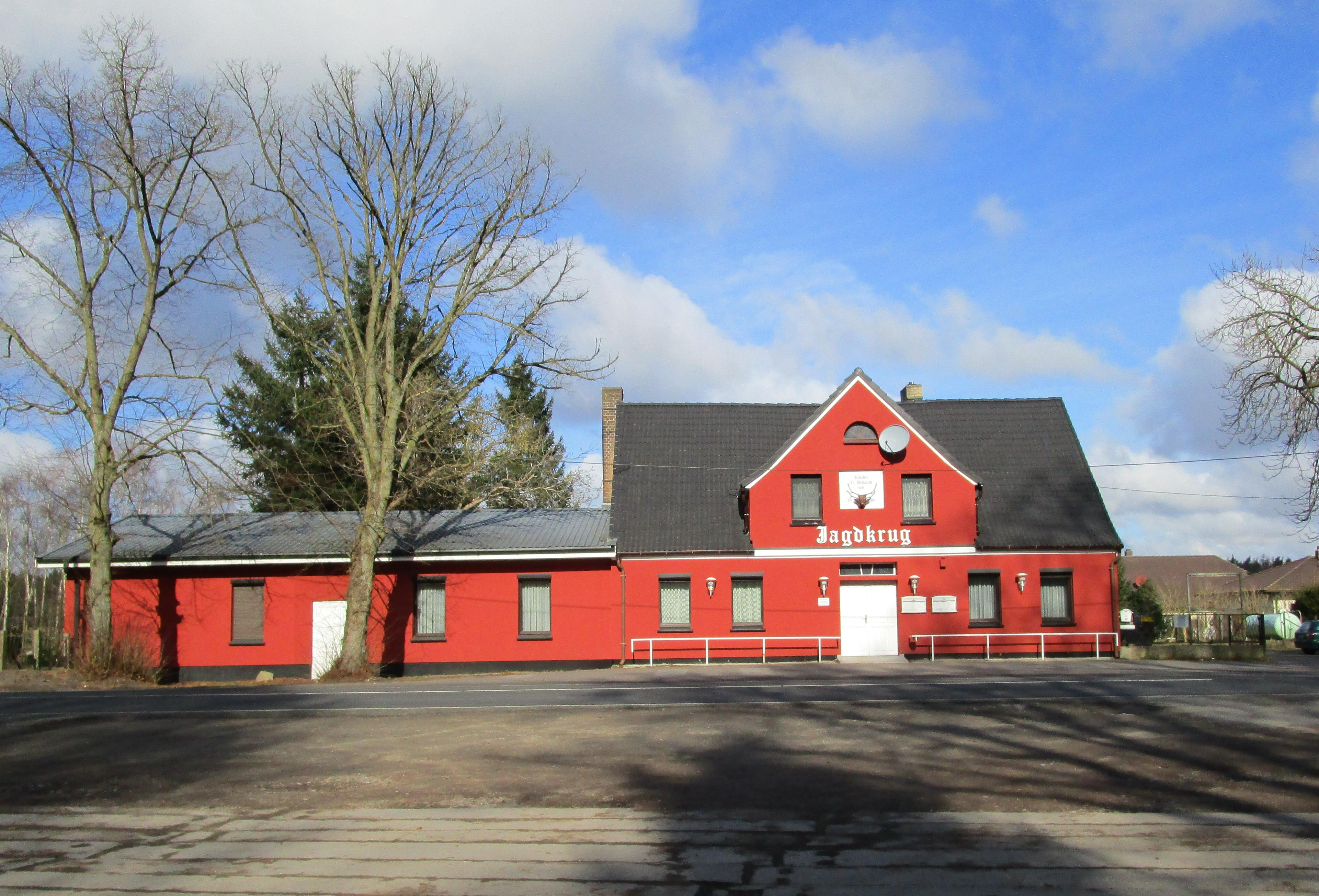
Jagdkrug – der namensgebende Krug an der B 111

Jagdkrug wurde erstmals 1813 urkundlich genannt. Es war eine Streusiedlung, die anfangs aus dem Forsthaus Jagdkrug und dem namengebenden Krug bestand und später mit dem Sägewerk zu einer Werksiedlung erweitert wurde.
Diese Ansiedlung wurde als Ortsteil von Lühmannsdorf abgesondert. Sie bestand zuerst aus dem Forsthaus Jagdkrug, dann kurz nach 1835 beim Bau der Steinbahn Moeckow-Berg nach Wolgast an der späteren B 111 der Jagdkrug als berühmte Gast- und Raststätte. 1850 wurde das erste Sägewerk aufgebaut. Später entstanden Häuser für die Sägewerksarbeiter.
1865 hatte Jagdkrug 30 Einwohner in 7 Familien. An Bauten gab es: 4 Wohn- und 10 Wirtschaftsgebäude.
Das Sägewerk war in DDR-Zeiten ein wichtiger regionaler Betrieb, arbeitete noch bis 1990 und ging dann nach mehreren Zwischenphasen der Umprofilierung langsam ein.
Jagdkrug hatte am 31. Dezember 2014 35 Einwohner mit Hauptwohnung und 5 mit Nebenwohnung, am 31. Dezember 2015 35 Einwohner mit Hauptwohnung und 4 mit Nebenwohnung.

### Brüssow
Eine Erstnennung erfolgte 1439 mit to britzow, dann 1532 mit Britzow. Brüssow war eine wendische Gründung, dem Namen zufolge, der bedeutet gemeiner weißer Weizen, aber auch viele andere Deutungen sind möglich.

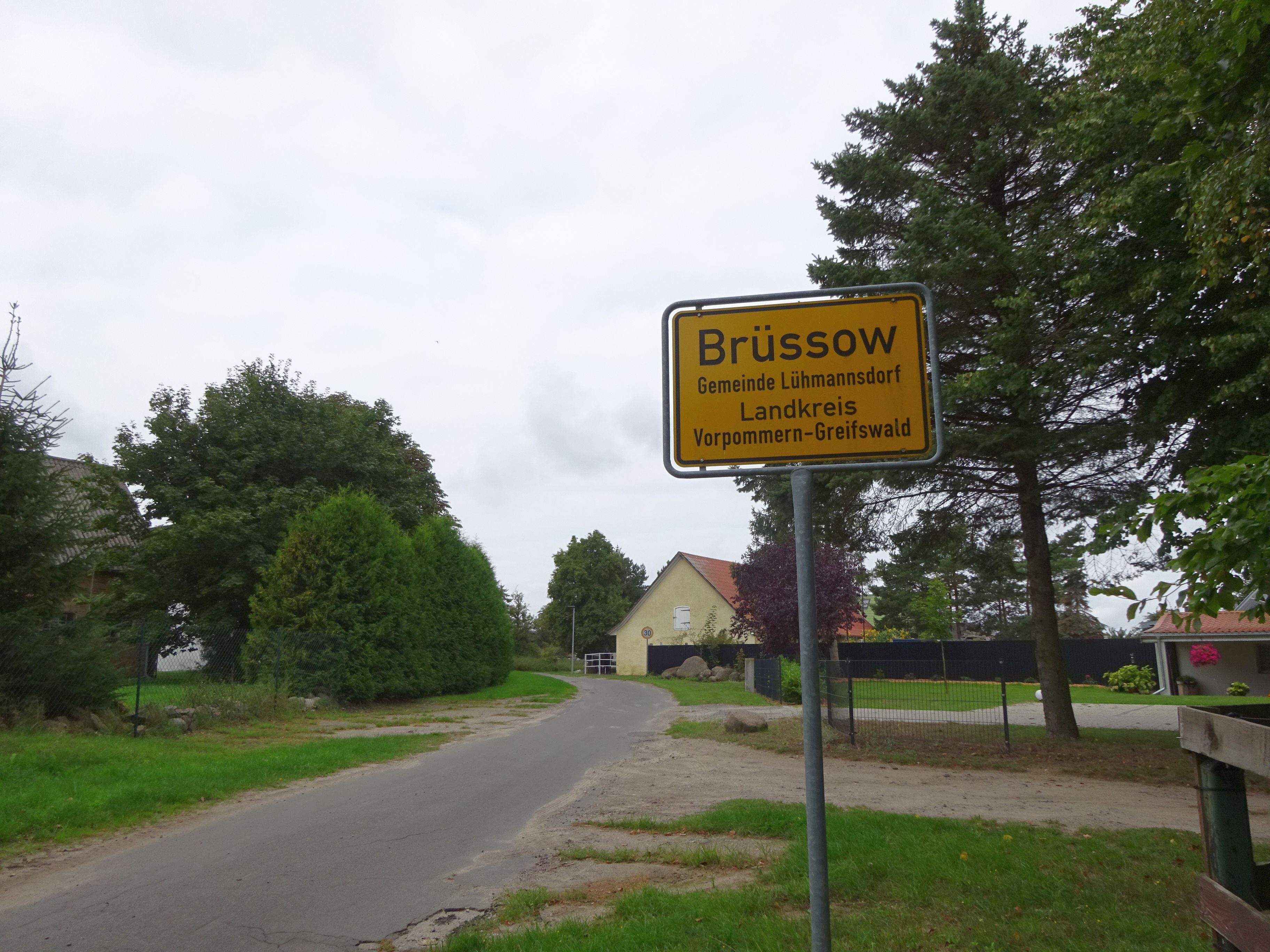
Feldstraße im Ortsteil Brüssow

Es war ein Rittergut, wurde aber der Vorrechte verlustig und war 1865 ein Landgut. Das Gut war seit Alters her eine Pertinenz zu Wrangelsburg, was aber zeitlich nicht einzuordnen ist. 1437 wurde es genannt, als Dietrich Horn auf Ranzin eine Hebung aus Brissow an eine Greifswalder Kirche verschreibt. 1514 wurde eine Mühle urkundlich genannt. Noch 1540 gehörte es Michael Horn, wurde aber an dessen Schwiegersohn Roloff Owstin auf Owstin verpfändet. Erst 1640 wurde die Vereinigung Brüssows mit Wrangelsburg durch den Schwedischen Reichsfeldherrn Graf Carl Gustaf Wrangel urkundlich.
1816 trat Laug in den Besitz ein, verkaufte aber die Hälfte von Brüssow an von Lühmann, der wiederum dort Kolonisten ansiedelte. Infolge der Übernahme durch den bürgerlichen Laug wurden 1827 die ritterschaftlichen Vorrechte entzogen. Noch 1880 wurde der Ort im Messtischblatt von 1880 als Kolonie Brüssow mit einem abgesonderten Vorwerk (zu Wrangelsburg) bezeichnet. Der Name Brüssow ging dann aber um 1932 auf das Vorwerk über, die Kolonie wurde Teil von Lühmannsdorf.
1865 hatte Brüssow 54 Einwohner in 10 Familien. An Bauten waren vorhanden: 6 Wohn- und 10 Wirtschaftsgebäude, sowie 1 Fabrik (Windmühle).
Brüssow hatte am 31. Dezember 2014 27 Einwohner mit Hauptwohnung und 3 mit Nebenwohnung, am 31. Dezember 2015 25 Einwohner mit Hauptwohnung und 2 mit Nebenwohnung.

### Giesekenhagen
Der Ort ist eine frühdeutsche Rodungssiedlung. Die Siedlung wurde 1303 erstmals als Ghisekenhaghen urkundlich genannt. Dann wurde es als Gieschenhagen 1485 in einem Lehnbrief der Owstine besitzrechtlich genannt. Um 1600 wurde es aber nicht mehr in den Besitzungen der Familie geführt. Es wurde seitdem als Staatsdomänen-Vorwerk erfasst, das aber verpachtet war. 1865 wurde ein Müller als Pächter genannt.
1865 hatte der Ort 43 Einwohner in 10 Familien. An Bauten gab es: 1 öffentliches Gebäude (?), 4 Wohn- und 5 Wirtschaftsgebäude.
Giesekenhagen hatte am 31. Dezember 2014 26 Einwohner mit Hauptwohnung und 0 mit Nebenwohnung, am 31. Dezember 2015 27 Einwohner mit Hauptwohnung und 0 mit Nebenwohnung.
Kolonie Brüssow (Wohnplatz)
Die Kolonie wurde 1816 angelegt, aber dann als Wohnplatz 1932 dem Hauptort Lühmannsdorf als dessen Randlage zugeschlagen, weil die Bebauung bereits beide vereinigt hatte. Der Name Brüssow ging auf das Vorwerk über.

## Politik

### Wappen
| Wappen von Lühmannsdorf | Blasonierung: „In Blau ein silberner Balken, darin ein rotes Weberschiffchen mit blauer Fadenspule; oben schräggekreuzt ein goldener Hammer und eine goldene Axt, unten eine ausgerissene goldene Eiche.“ |
| Wappen von Lühmannsdorf | Wappenbegründung: Der Balken symbolisiert die heutige Bundesstraße 111, an der beiderseits der Ort Lühmannsdorf 1826 entstand. Weberschiffchen, Hammer und Axt sind Sinnbilder für das Handwerk. Die Eiche steht für die benachbarte Lage zum Staatsforst Jägerhof sowie für den Ortsteil Jagdkrug. Sie symbolisieren auch die Beschäftigungszweige, die mit der Waldbewirtschaftung und der Holzverarbeitung zu tun haben. Die Farben Blau und Silber stehen für die Zugehörigkeit der Gemeinde zum Landesteil Vorpommern. Das Wappen und die Flagge wurde von dem Karlsburger Peter Heinke gestaltet. Es wurde zusammen mit der Flagge am 28. Februar 2014 durch das Ministerium des Innern genehmigt und unter der Nr. 349 der Wappenrolle des Landes Mecklenburg-Vorpommern registriert. |

### Flagge
Die Flagge ist längsgestreift von Blau, Weiß und Blau. Die blauen Streifen nehmen je zwei Fünftel, der weiße Streifen nimmt ein Fünftel der Höhe des Flaggentuchs ein. Jeder Streifen ist in der Mitte mit einer Figur des Gemeindewappens belegt: oben schräggekreuzt ein goldener Hammer und eine goldene Axt, mittig ein rotes Weberschiffchen mit blauer Fadenspule und unten eine ausgerissene goldene Eiche. Die Höhe des Flaggentuchs verhält sich zur Länge wie 3:5.

### Dienstsiegel
Das Dienstsiegel zeigt das Gemeindewappen mit der Umschrift „GEMEINDE LÜHMANNSDORF“.
Zuvor führte die Gemeinde Lühmannsdorf als Dienstsiegel das kleine Landessiegel mit dem Wappenbild des Landesteils Vorpommern, einem aufgerichteten Greifen mit aufgeworfenem Schweif und der Umschrift „Gemeinde Lühmannsdorf“.

## Sehenswürdigkeiten

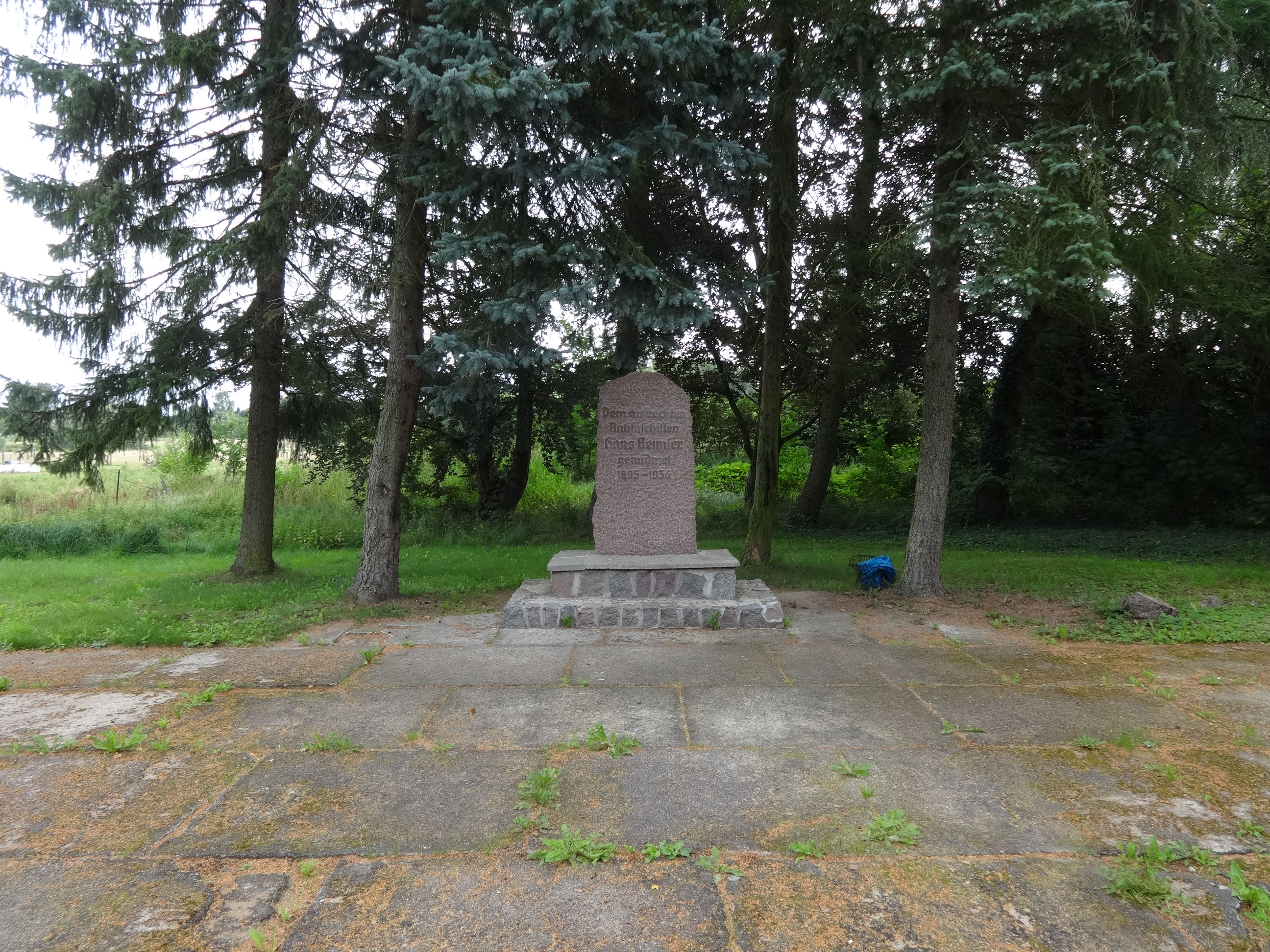
Gedenkstein für Hans Beimler

- Rohrgedeckte Häuser in Lühmannsdorf
- Alte Rast- und Gaststätte „Jagdkrug“
- Gedenkstein für den deutschen Politiker (KPD) Hans Beimler in Lühmannsdorf

## Wirtschaft und Infrastruktur

### Unternehmen
In Lühmannsdorf sind mehrere Gewerbeunternehmen tätig, in Brüssow und Giesekenhagen dominiert die Landwirtschaft. Bei Brüssow etablierte sich eine Tankstelle mit Shop sowie eine Recycling-Anlage in einer Kieskuhle. Das zu DDR-Zeit dominierende Sägewerk am Ortsteil Jagdkrug ging nach der Wende in Konkurs, auch der Profilierungsversuch als Produzent von Holzhäusern führte in die Liquidität.

### Verkehr
Durch den Ort verläuft die Bundesstraße 111, westlich die Bundesstraße 109. Die Bundesautobahn 20 ist in 20 Kilometer über die Anschlussstelle Gützkow erreichbar. Weitere Verbindungen sind die Gemeindestraßen durch Brüssow und nach Giesekenhagen.
Bei Giesekenhagen verläuft die Bahnlinie Züssow–Wolgast-Hafen, sie hat einen Haltepunkt aber nur im benachbarten Buddenhagen.

## Freiwillige Feuerwehr
Die Freiwillige Feuerwehr Lühmannsdorf wurde 1922 gegründet und stellt heute einen wichtigen Stützpunkt für die regionale Gefahrenabwehr dar. Sie ist aktuell mit einem LF 16/12, einem MTF sowie einem TSA ausgestattet und verfügt über rund 30 Mitglieder.